# Breuil-Cervinia
Breuil-Cervinia (fpr. Lo Breuill) – włoski ośrodek narciarski położony w północno-zachodniej części Włoch, w regionie Dolina Aosty, w gminie Valtournenche. Leży w Alpach Pennińskich, w dolinie Valtournenche, na wysokości 2006 m. Nad ośrodkiem góruje jeden z charakterystycznych szczytów Alp – Monte Cervino (szwajcarska nazwa – Matterhorn). Od jego nazwy w okresie faszystowskim stworzono nazwę Cervinia, która zastąpiła dawną nazwę Le Breuil. Pierwotna nazwa została przywrócona w 2023.
Oprócz organizowania zawodów w ramach Pucharu Świata w narciarstwie alpejskim, zorganizowano tu Mistrzostwa świata FIBT w 1971, 1975 i 1985 r.

## Galeria

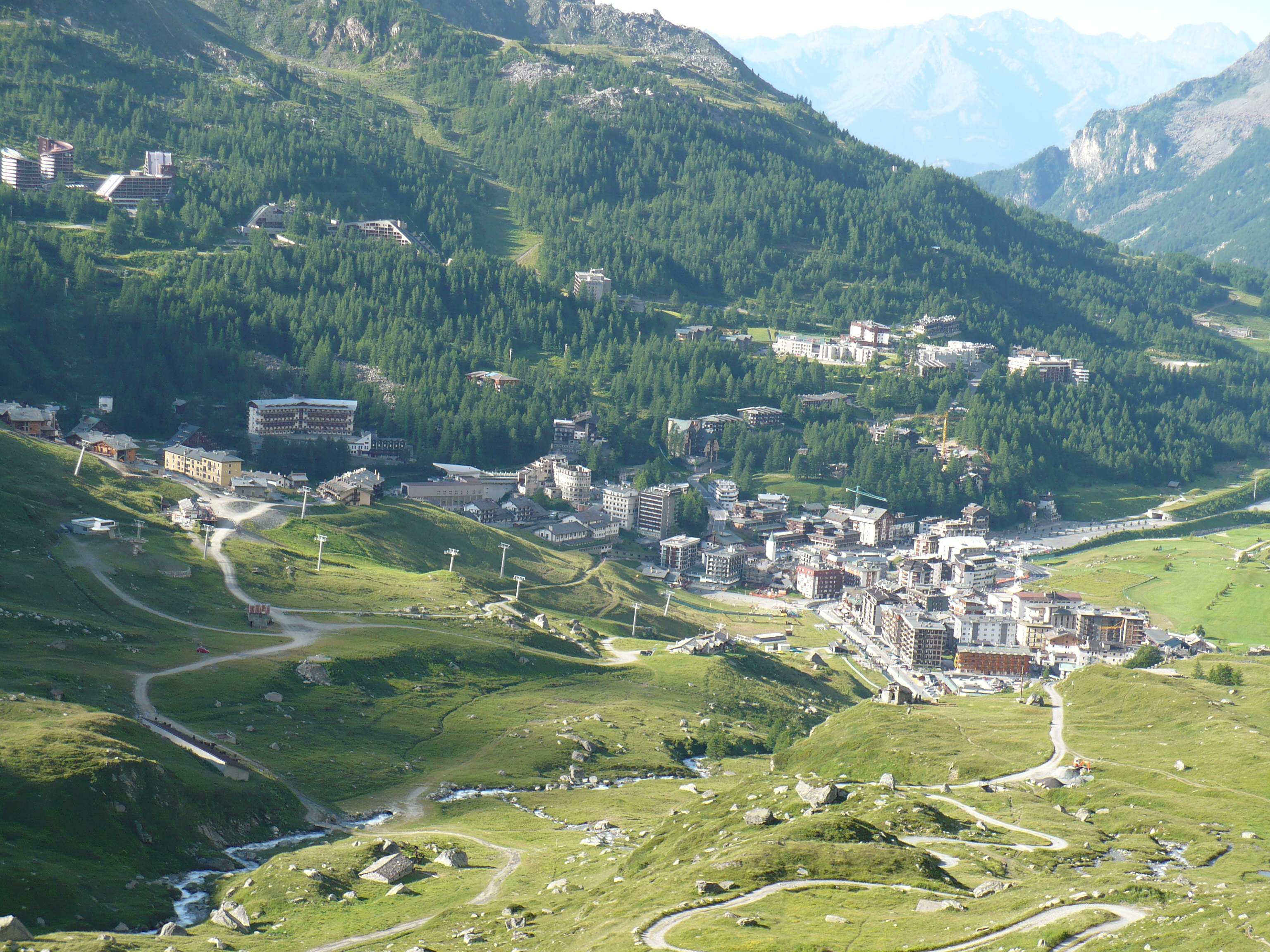
Breuil-Cervinia
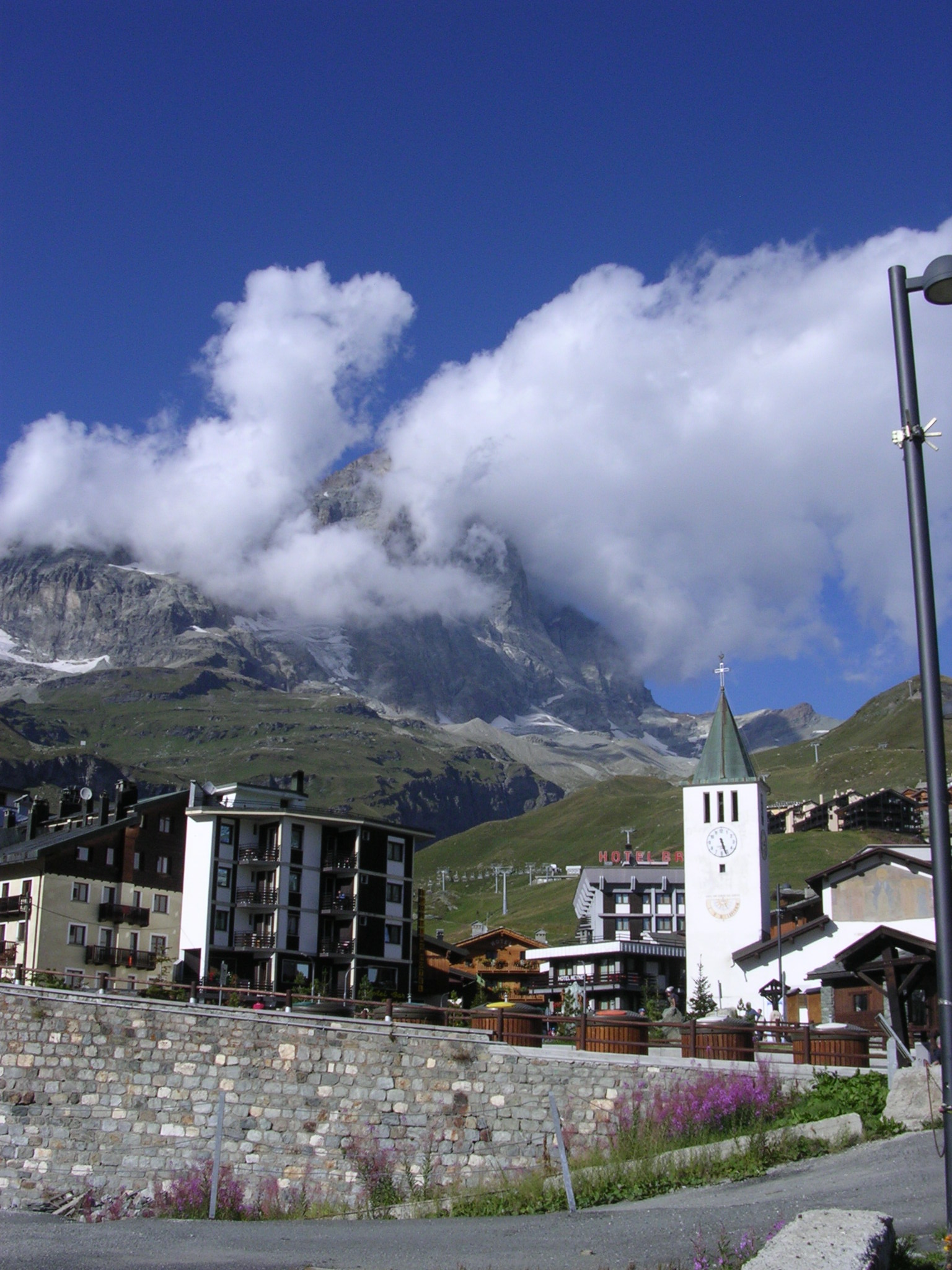
Breuil-Cervinia
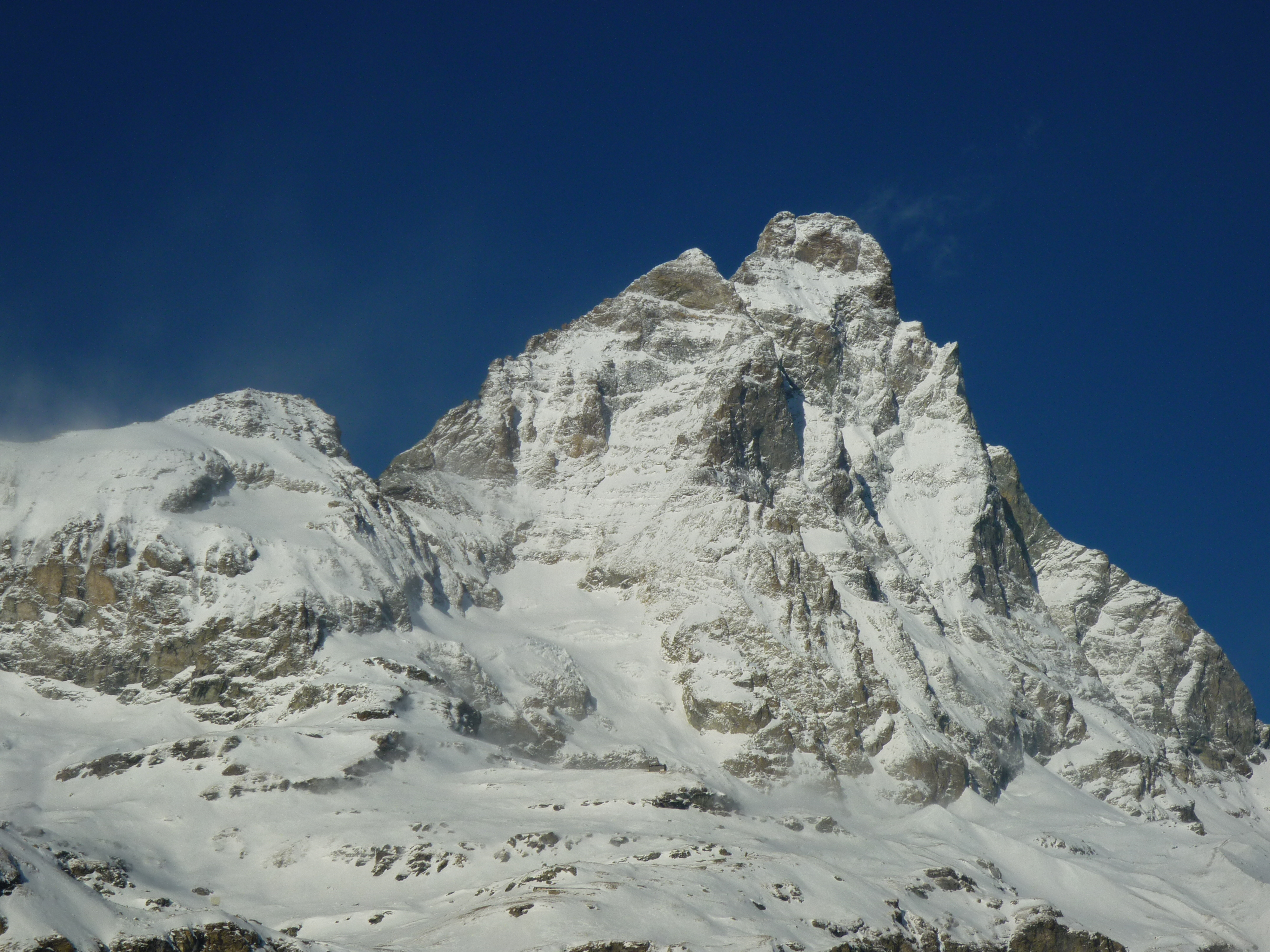
Widok na Matterhorn z Breuil
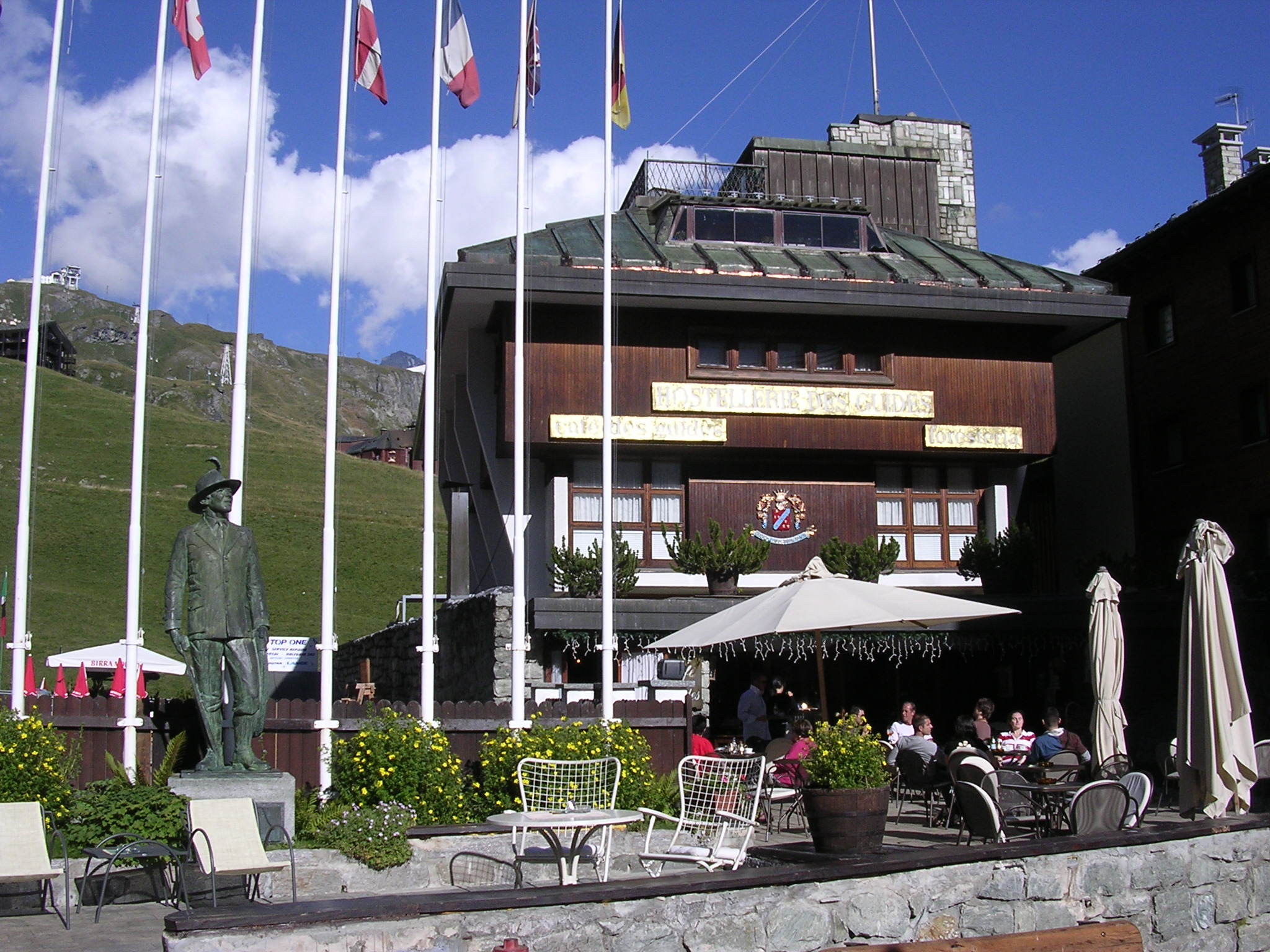
Breuil-Cervinia, café des guides, rue Jean-Antoine Carrel